# ТТІ Нововолинськ
«ТТІ» Нововолинськ — український футзальний клуб з міста Нововолинськ. Заснований у 2013 році. Виступає у Суперлізі Асоціації футзалу Волині.

## Історія
Клуб створений у 2013 році, брав участь у турнірах місцевого рівня. Від місцевої команди пройшли всі етапи(ліги) Волинського футзалу до елітного чемпіонату області (Суперліги).

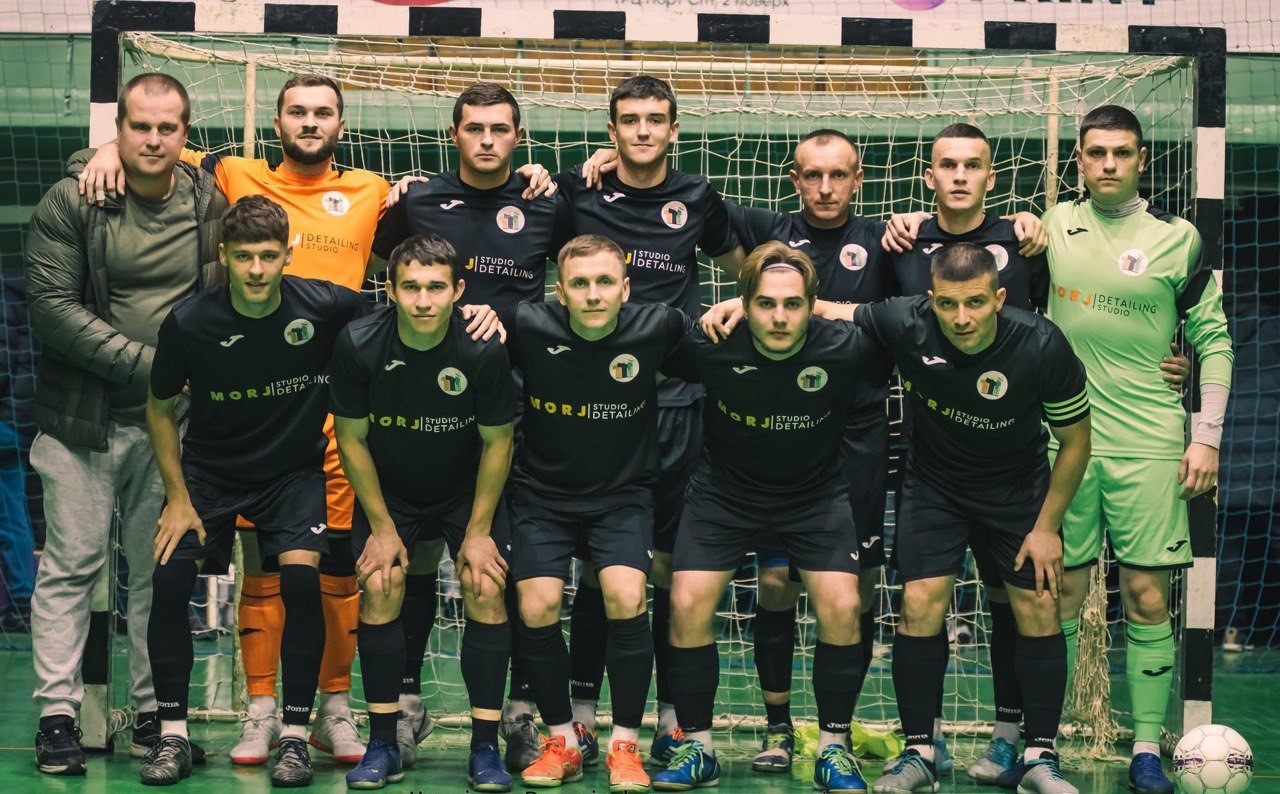
Командне фото

### Сезон 2019/2020
У цьому сезоні Вищої ліги у регулярному чемпіонаті вибороли золоті медалі, посівши перше місце , кваліфікувались до Суперліги Волині вперше в  історії. Кращим гравцем сезону було визнано Юрія Кошелинського.

### Сезон 2020/2021
У дебютному для себе сезоні у Суперлізі команда зуміла нав’язати боротьбу грандам Волинського футзалу і до останнього туру боролася за медалі регулярного чемпіонату. У підсумку пробилася до пів-фіналу плей-офф  , де поступилася майбутньому абсолютному чемпіону  Любарту. За підсумками чемпіонату кращим голкіпером було визнано Улянюка Германа . 

### Сезон 2021/2022
В історичному сезоні для себе подарували вболівальникам багато цікавих, феєричних і видовищних матчів. Зуміли вперше в історії виграти золоті медалі Регулярного чемпіонату Суперліги, а також у фіналі плей-офф за підсумками двох матчів обіграли Надію(Хорів) тим самим стали Абсолютними чемпіонами Волині серед команд Суперліги . Найкращим бомбардиром сезону став  Андрій Никитюк (12 голів), а найкращим гравцем сезону Юрій Кошелинський. 

### Кубок Світязя
У 2021 році команда ТТІ, під назвою Амігос-ТТІ, взяла участь у Чемпіонаті області по пляжному футболу «Кубок Світязя» , який проводився на центральному пляжі озера Світязь. У фінальному матчі обіграли команду Шанс-Авто з міста Ковеля з рахунком 3-2 і вибороли золоті медалі.

### Сезон 2022/2023
Вперше чемпіонат Суперліги проводився за коловою системою (у два кола), де брало участь 8 команд. Гравці команди ТТІ зайняли 3-тє місце і вибороли бронзові медалі чемпіонату. Найкращим гравцем сезону було визнано Андрія Никитюка.

## Титули та досягнення
- Регулярний чемпіон Вищої ліги Чемпіонату Волинської області сезону 2019/2020 [1]
- Чемпіон області з пляжного футболу "Кубок Світязя" 2021[11][13]
- Регулярний чемпіон Суперліги Чемпіонату Волинської області сезону 2021/2022 [6]
- Абсолютний чемпіон Суперліги Чемпіонату Волинської області сезону 2021/2022 [9] [10] [7] [8]
- Бронзовий призер Суперліги Чемпіонату Волинської області сезону 2022/2023 [14]

## Досягнення гравців
- Кошелинський Юрій — найкращий гравець Вищої Ліги АМФВ сезону 2019/2020[2]
- Улянюк Герман — найкращий голкіпер Суперліги АМФВ сезону 2020/2021 [5]
- Андрій Никитюк — найкращий бомбардир Суперліги АМФВ сезону 2021/2022 (12 голів) [16] [9] [10]
- Кошелинський Юрій — найкращий гравець Суперліги АМФВ сезону 2021/2022 [9] [10]
- Андрій Никитюк — найкращий гравець Суперліги АМФВ сезону 2022/2023 [15] [17]

## Відомі гравці
- Вадим Панас [18]
- Тарас Пучковський [19]